# Jessica Barreira
Jessica Barreira (* 29. Januar 1997 in Lissabon) ist eine portugiesische Leichtathletin. Sie ist auf den Weit- und Dreisprung sowie den Speerwurf spezialisiert.

## Sportliche Laufbahn
Erste internationale Erfahrungen sammelte Jessica Barreira im Jahr 2013, als sie beim Europäischen Olympischen Jugendfestival in Utrecht im Weitsprung mit einem Sprung auf 5,47 m Rang elf belegte, während sie im Dreisprung mit 12,31 m den fünften Platz belegte. Im Jahr darauf nahm sie im Dreisprung an den Olympischen Jugendspielen in Nanjing teil und gelangte dort mit 12,13 m auf den vierten Platz im B-Finale. 2019 nahm sie im Speerwurf an den Europaspielen in Minsk teil und erreichte dort mit einer Weite von 43,61 m Rang 27. Anschließend wurde sie bei den U23-Europameisterschaften in Gävle mit 6,10 m Achte im Weitsprung und schied im Dreisprung ohne eine Weite in der Qualifikation aus.
2018 wurde Barreira portugiesische Meisterin im Speerwurf.

## Persönliche Bestleistungen
- Weitsprung: 6,44 m (+1,5 m/s), 27. April 2019 in Tucson
  - Weitsprung (Halle): 6,28 m, 8. Februar 2019 in Albuquerque
- Dreisprung: 12,89 m (0,0 m/s), 12. Mai 2019 in Tucson
  - Dreisprung (Halle): 12,90 m, 23. Februar 2019 in Seattle
- Speerwurf: 50,80 m, 8. Juli 2018 in Leiria